# محافظة دين بين
محافظة دين بين  ( listen) هي محافظة في المنطقة الشمال غربية فيتنام. وهي محاطة بمحافظة لاي كاو ومحافظة سون لا في الشرق والجنوب، مدينة بو إر ( Pu'er ) و يونان الصين ( Yunnan ) في الشمال ومحافظة فونغ سالي في لاوس في الغرب .

## التاريخ
اسم المحافظة مشتق من اللغة السينو-فيتنامية  "奠邊", وتعني الواجهة المستقرة . دين بين تحتوي على الكثير من المعالم الأثرية وتشمل كهوف تام كوانغ و النقوش الحجرية فيتوان جياو .
في القرن التاسع والعاشر ميلادي شعب لو أو موانغ تانه (  Lự ở Mường Thanh ) كان أكثر الشعوب تقدماً وحضارة في المنطقة وتقبع سن هو ( Sìn Hồ ) و موانغ لاي ( Mường Lay ) و توان جياو ( Tuần Giáo ) تحت سيطرتهم .
في القرن الحادي عشر والثاني عشر ميلادي شعب التاي ( Thai ) من موانغ أوم ( Mường Ôm ) ومن موانغ أي ( Mường Ai ) حكم منطقة موانغ لو ( Mường Lò ) في نها لو ( Nghĩa Lộ ) و كذلك حكم منطقة موانغ تانه ( Mường Thanh ) في دين بين . وفي نهاية المطاف سيطروا على كامل المناطق ما بين موانغ لو و موانغ تانه ( دين بين ).
في بداية عام 2004 دين بين أُنشئت من محافظة لا تشاو وكانت هذه المحافظتين  دين بين ولا تشاو جزء من مملكة لان أكسانغ وتم انتقالهما إلى فيتنام خلال حقبة الاستعمار الفرنسي . دين بين تشمل كل الأراضي في جنوبنهر دا ( Đà ) المسمى بالنهر الأسود و محافظة لاي كاو تشمل كل الأراضي في شمال النهر .

## التقسيم الإداري
تنقسم دين بين إلى 10 مقاطعات كالأتي
- 8 مقاطعات :
- بلدة بمستوى مقاطعة ( district-level town ) :
- مدينة موانغ لاي ( Mường Lay ) سابقا لاي تشاو ( Lai Châu ).
- مدينة محافظة ( provincial city ) :
- دين بين فو Điên Biên Phủ ( عاصمة وكذلك اسم معركة شهيرة قامت بها ).

وتنقسم هذه إلى خمسة بلدات بمستوى شعبيات ( commune-level ) و 116 شعبية ( commune ) و 9 أقسام ( wards ) .

## أماكن في دين بين
- وادي موانغ تانه

## روابط خارجية
- الموقع الرسمي